# Jürgen Kurbjuhn
Jürgen Kurbjuhn (Tilsit, 26 luglio 1940 – Buxtehude, 15 marzo 2014) è stato un calciatore tedesco, di ruolo difensore.

## Carriera
Giocò per tutta la carriera nell'Amburgo, con cui ha vinto una Coppa di Germania nel 1962-1963 e ha disputato la finale di Coppa delle Coppe 1967-1968, persa a Rotterdam contro il Milan.
È stato convocato in Nazionale per i Mondiali di calcio del 1962 in Cile, senza mai scendere in campo.

## Palmarès

### Club

#### Competizioni nazionali
- Coppa di Germania: 1

Amburgo: 1962-1963